# József Sári
József Sári (geboren 23. Juni 1935 in Lenti) ist ein ungarischer Komponist.

## Leben
Nach der Matura absolvierte Sári von 1954 bis 1962 an der Franz-Liszt-Musikakademie in Budapest ein  Kompositionsstudium bei Endre Szervánszky und ein  Musikpädagogik- und Dirigentenstudium bei Zoltán Vásárhelyi. Danach war er in verschiedenen Funktionen im Musikbetrieb Ungarns tätig: Lehrer an einer Musikschule, Klavierbegleiter, Leiter eines Kammerorchesters, Konzerttätigkeit, Vortragstätigkeit.
Zwischen 1971 und 1984 hielt er sich als freischaffender Komponist und Interpret eigener Werke in der Bundesrepublik Deutschland auf.
Seit 1984 ist Sári Lehrer für Musiktheorie an der Franz-Liszt-Musikhochschule, wo er 1997 habilitierte, und war dort Leiter des Kollegiums „Musik des 20. Jahrhunderts“.
Sári war im Jahr 2000/2001 Stipendiat des Internationalen Künstlerhauses Villa Concordia in Bamberg.
Im Jahr 2009 erhielt Sári den Kossuth-Preis.
Sein jüngerer Bruder ist der Komponist László Sáry.

## Auszeichnungen und Stipendien
- 1984 Preis des Internationalen Arbeitskreises für Musik, Kassel
- 1985 Bärenreiter Hausmusikpreis, Kassel
- 1991 Erkel-Preis[1]
- 1995 Bartók-Pásztory Preis, Budapest
- 1998 Ordentliches Mitglied des Széchenyi Akademie für Literatur und Künste
- 1998 Künstlerische Staatsauszeichnung (Érdemes Müvész)[2]
- 2005 Composer in residence beim Korsholm Musicfestival in Korsholm[3]

## Werke
Eine Werkübersicht bei Bartók Rádió zeigt weit über einhundert Einträge
- Sonnenfinsternis, Oper 11 Szenen, Libretto von Elisabeth Gutjahr über Arthur Koestler, UA 2000 in  Pforzheim
- Convergences, Kammermusik für Bläser
- „Leoniden“ für Zimbal und Orchester UA 2006
- Der Hutmacher, Kammeroper, Libretto von Franz Csiky nach der Novelle von Thomas Bernhard, UA am 29. März 2008 Theater Regensburg (Velodrom)[5]